# Ruiny w Tettye

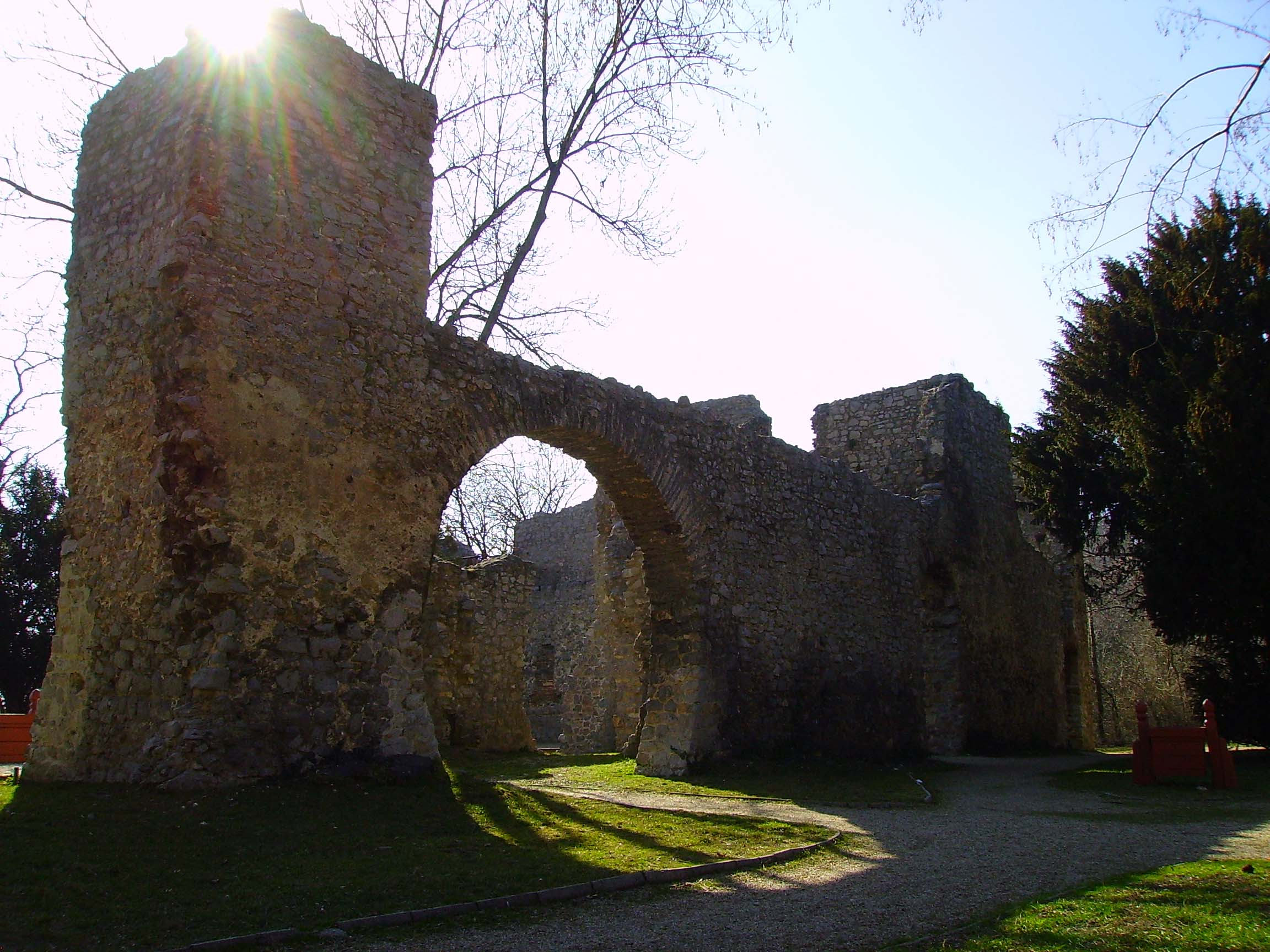
Ruiny w Tettye.

Ruiny w Tettye, węg. : Tettyei romok, jedno z ciekawszych miejsc w Peczu, które warto wymienić ze względu na odbywające się tu takie wydarzenia kulturalne, jak Peczeński Festiwal Plenerowy, (Pécsi Szabadtéri Játékok) czy Krajowe Spotkania Teatralne w Peczu, (Pécsi Országos Színházi Találkozó), znane pod skrótem POSZT. Wyglądające imponująco średniowieczne ruiny dają wspaniałe możliwości do organizacji imprez kulturalnych. Ruiny znajdują się na zboczach gór Mecsek w części dzielnicy Havihegy, zwanej Tettye.

## Historia

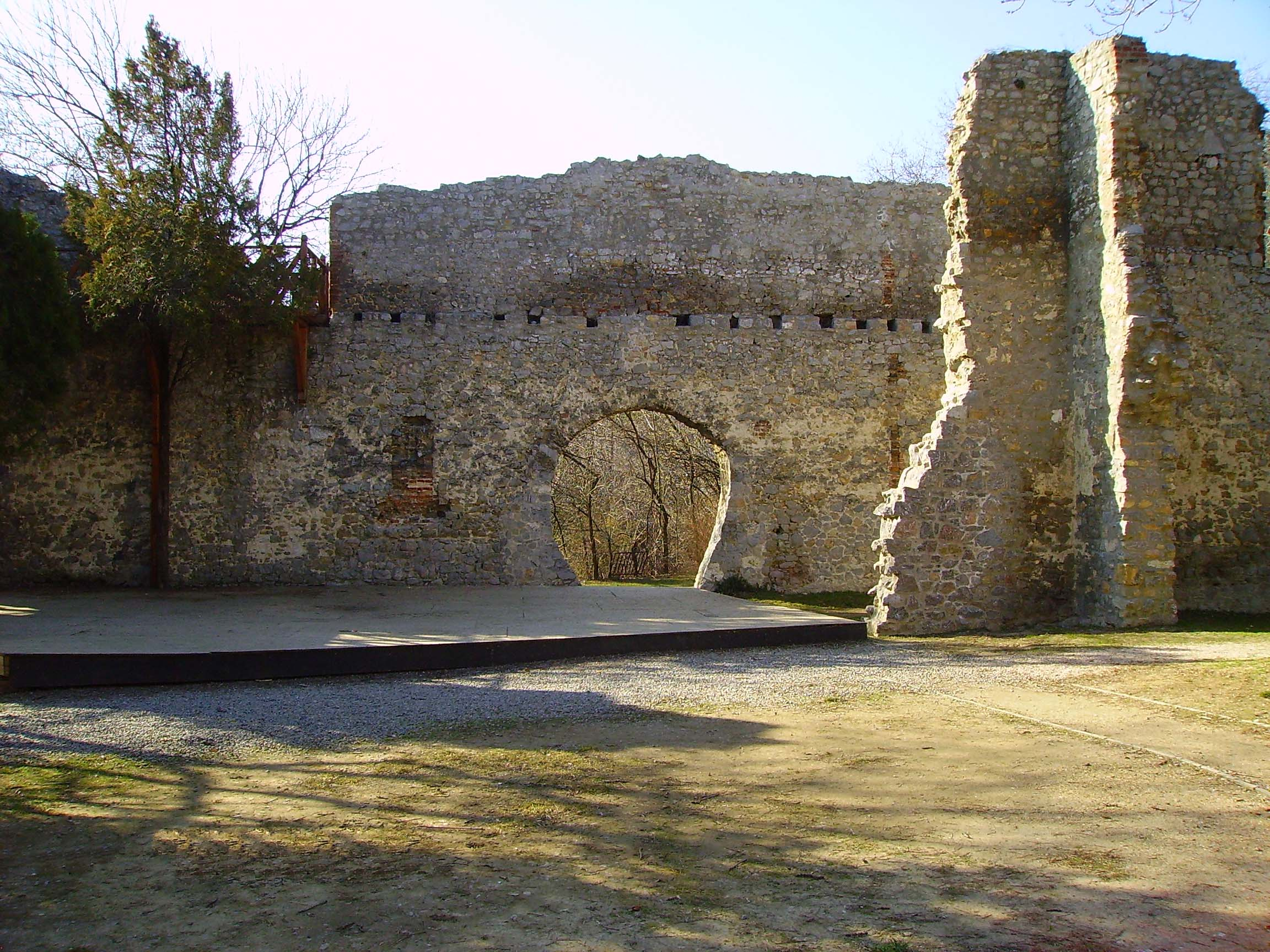
Scena z ruinami w tle.

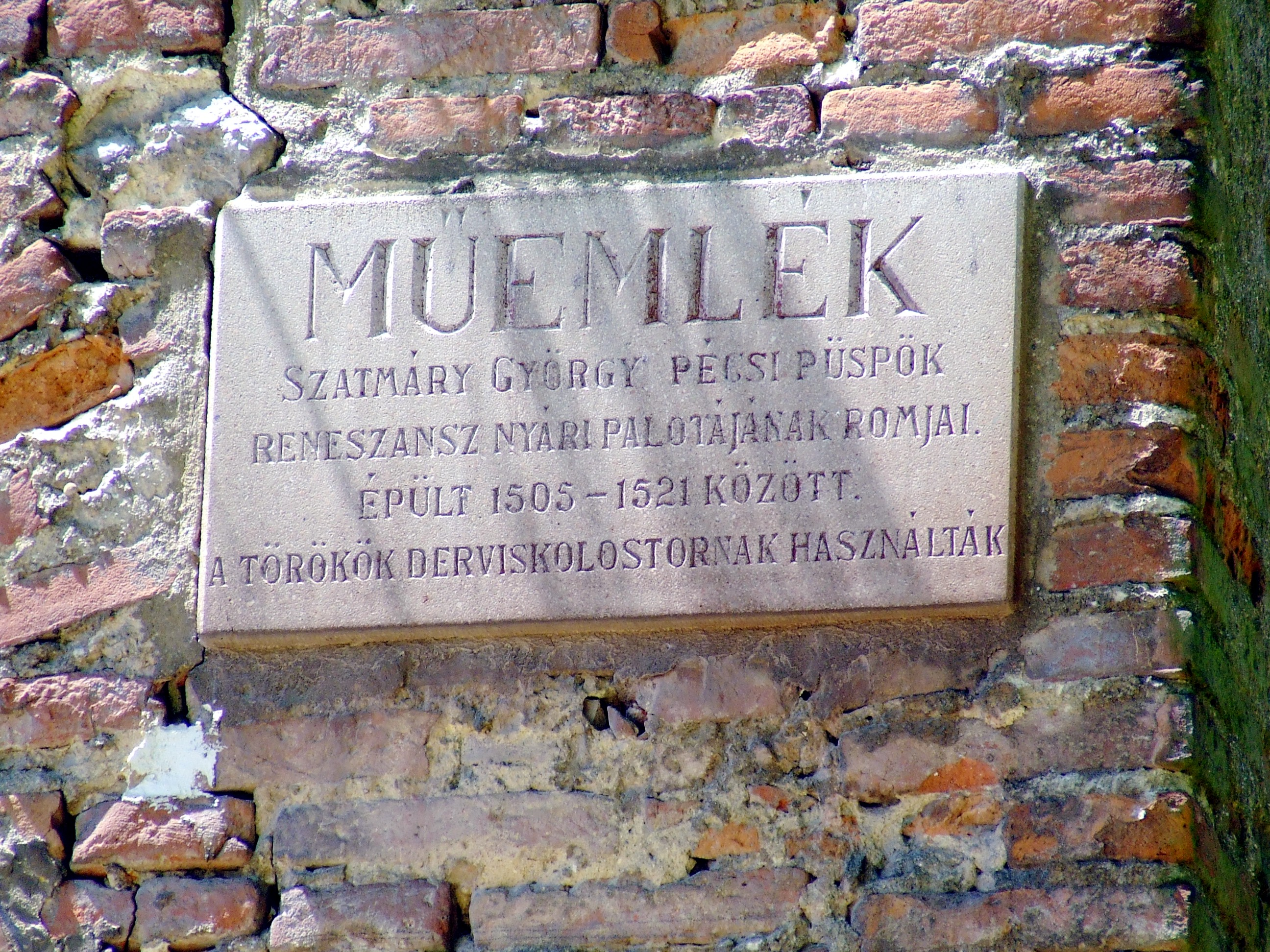
Tablica pamiątkowa na ruinach willi Szathmáryego.

György Szatmári był biskupem Peczu w latach 1505–1521. Oprócz rozbudowy pałacu biskupiego wybudował również renesansowy pałac w Tettye. Jednopiętrowy pałac miał kształt litery U z dziedzińcem otwierającym się na południe. Do południowo–wschodniej ściany przylegała wieża, której resztki widoczne są do dzisiaj. W czasie okupacji tureckiej w pałacu mieszkali derwisze, a nazwa ruin i okolicy również od nich pochodzi, ponieważ turecki klasztor derwiszów to "tekke". Centralny klasztor derwiszów bektaszyckich w Tiranie, Albańczycy do tej pory nazywają Tettye. Pałac trafił ręce Turków w stanie nienaruszonym i w zasadzie bez zmian był przez nich używany do swoich celów. Na stojących jeszcze obecnie murach nie można znaleźć śladów tureckiej ingerencji. W końcu XVIII wieku został opuszczony. Stosunkowo nieuszkodzone powierzchnie murów zakonserwowano w 1904 roku. Fontannę stojącą przed ruinami wykonano w fabryce porcelany Zsolnaya.
W trakcie prac renowacyjnych w parku Tettye, w ramach programu Europejskiej Stolicy Kultury, podczas budowy ściany oporowej zabezpieczającej kilkusetletnie ruiny, doszło do pęknięcia muru. Baszta, przylegająca do ruiny budynku w kształcie litery L, osunęła się i oddzieliła od jego reszty.